# Herb Sokołowa Podlaskiego
Herb Sokołowa Podlaskiego – jeden z symboli miasta Sokołów Podlaski w postaci herbu.

## Wygląd i symbolika
Herb przedstawia na żółtej tarczy z czarną obwódką brązowego sokoła z białą piersią, z rozwartymi i uniesionymi skrzydłami, trzymającego w dziobie srebrną obrączkę. Ptak siedzi zwrócony w heraldycznie prawą stronę na zielonej dębowej gałęzi z czterema liśćmi. Nad tarczą umieszczona jest corona muralis.
Jest to herb mówiący, nawiązujący symboliką do nazwy miasta.

## Historia
Wizerunek sokoła siedzącego na gałęzi widnieje w Albumie Heroldii Królestwa Polskiego wydanym w XIX wieku.

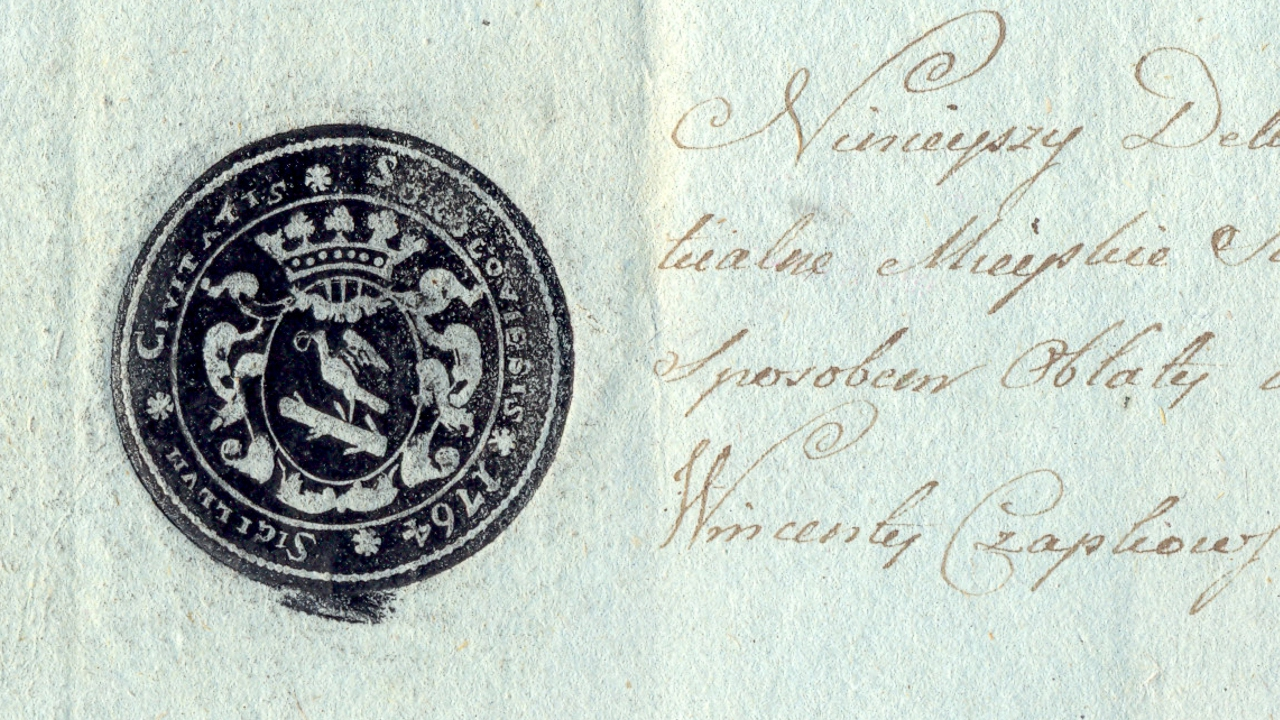
Herb miasta na pieczęci w dokumencie z 1764
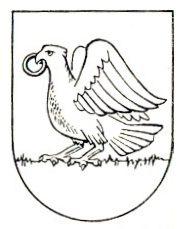
Herb miasta w encyklopedii PWN z lat 70. XX wieku
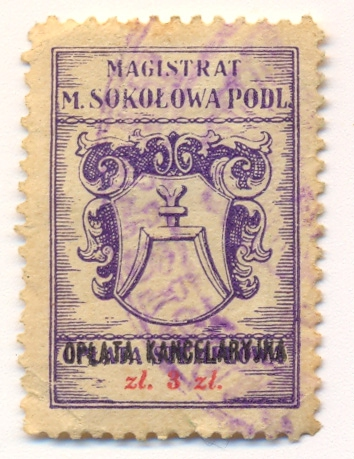
Herb Ogińskich na znaczku skarbowym, prawdopodobnie z okresu międzywojennego